# Lijst van spelers van FC Vlaardingen '74
Dit is een lijst van voetballers die minimaal één officiële wedstrijd hebben gespeeld in het eerste elftal van de Nederlandse voormalig betaaldvoetbalclub FC Vlaardingen '74 of Fortuna.

## A
- René van Antwerpen
- Henk den Arend
- Ben Asselman

## B
- Jan Baksteen
- Hans Bal
- Leo Bal
- Leen Barth
- Dick Beek
- Jan van den Berg (junior)
- Jan van den Berg (senior)
- Wim Berckenkamp
- Piet van Berkel
- Henk van der Bijl
- Kees Blankenstein
- Robbie van der Bol
- Hans van Bommel
- Ron Bongers
- Leen Boon
- Jan van de Borden
- Ivan Boudewijn
- Cees Bouman
- Jan Bouman
- Joop Bouman
- Rob Brekelman
- Jan Brilleman
- Arie Brouwer
- Fred de Bruijn

## C
- John Corver

## D
- Joop Dekker
- Cees Doesburg
- Cees Domenie
- Arie Don
- Joop van Dop
- Predrag Drapić
- René Duister
- Luc Dumont

## E
- Van Eck
- Toon Eggers
- Peter Eikelenboom
- Koos van Elleswijk

## F
- Faber
- Frans Fiers
- Wim Freriks

## G
- Rudolfo Gardeslen
- Gerrit van Gelder
- Jan Gommers
- Koos de Gooijer
- Jan Gort
- Frans de Graaf
- Peter Groen
- Piet de Groot

## H
- Herman den Haag
- René Hagenaars
- Aad de Heer
- Koos Henneveld
- Joop Herwig
- Ted Hesling
- Barend van Hijkoop
- Roel Hiwat
- Jan Hoek
- Dick Hoogmoed
- Jan Hooymans
- Jan Hordijk
- Anton van Horik
- Hugo van Houten
- Anton Huijer

## J
- Piet Janse
- Johnny Jansen
- Sjaak Jansen
- Patrick Janssens
- Theo Joppe
- Jan Jungerius

## K
- Cock de Keijzer
- Wim Koevermans
- Rob Kollau
- Jan Kooiman
- Paul Koolen
- Jan de Korver
- Jan Kramer
- Jerrie Kruit
- Paul Kuipers
- Loet Kwist

## L
- Lazarević
- Ger van der Lek
- Joop de Leeuw
- Ron van Leeuwen
- Hugo Lochtenbergh
- Jan Lohman
- John Lorié
- Frans Ludwig

## M
- Jo Maltha
- Maup Martens
- Dick van der Meer
- Hadde van der Meijden
- Piet van Miert
- Patrick Mijnhard van Schoor
- Frans Mijnsbergen
- Krsto Mitrović
- Danny Molendijk
- Joop Molendijk

## N
- Kas Niessen

## O
- Jan Olsthoorn
- Dick Oranje
- René den Os
- Hans van Os
- H. den Ouden
- Adrie van Oudheusden

## P
- René Pas
- Ger Pijl
- Maarten Polderman
- Cor Pot

## Q
- Joop Quellhorst

## R
- Aad Reijgersberg
- Hiddo Reijs
- Arie Riedijk
- Rob Remmerswaal
- Ger Robbemond
- Peter Roelofs
- Jan Roodbol
- Bep de Ruyter

## S
- Mar Schippers
- Ron Schrier
- Gyula Senkiri
- Izak Smits
- Rob Snijders
- Frans Stans
- Gerrit Swaneveld

## T
- Bertram Tabbernee
- Aad Teijl
- Jan Teske
- Piet Teuling
- Lajos Tamás
- Wim Tijl
- Matthijs van Toorn

## V
- Arie Verburgh
- Dick Verburgh
- Erik Versteeg
- Ed Verweel
- Ronnie de Vette
- Visser
- Aad Visser
- Ton Vonk
- Paul Vork
- Ron de Vos van Steenwijk
- Vreugdehil
- Piet de Vries

## W
- Han van der Walle
- Tinus Weber
- Van der Wind
- Wim van Wolferen
- Mark Wotte

## Z
- Kees Zwamborn
- Maarten van der Zwan